# Joe Lovano
Joe Lovano, właśc. Joseph Salvatore Lovano (ur. 29 grudnia 1952 w Cleveland, Ohio) – amerykański saksofonista i kompozytor.

## Życiorys
Urodzony w Cleveland, Lovano dorastał w bardzo umuzykalnionej rodzinie. Jego ojciec, Tony (znany jako Big T), grał na saksofonie tenorowym, podobnie jak dwóch braci, Nick i Joe. Dlatego też Joe zaczął grę na saksofonie altowym w wieku pięciu lat.
Studiował na Berklee College of Music pod okiem H. Pomeroya, G. Burtona i J. LaPorty. Dwadzieścia lat później został uhonorowany specjalną nagrodą Berklee College oraz tytułem doktora honoris causa w 1998.
W swojej karierze koncertował i pracował z takimi muzykami jak: John Scofield, Paul Motian, Bill Frisell, Dave Liebman, Michael Brecker, John Zorn czy Gunther Schuller.

## Dyskografia

### Albumy solowe
- Tones, Shapes and Colors (1985)
- Hometown Sessions (1986)
- Solid Steps (1986)
- Village Rhythms (1988)
- Worlds (1989)
- Landmarks (1990)
- Sounds of Joy (1991)
- From the Soul (1991)
- Universal Language (1992)
- Tenor Legacy (1993)
- Quartets: Live at the Village Vanguard (1994) z Tom Harrell i Mulgrew Miller
- Rush Hour (1994)
- Ten Tales (1994)
- Celebrating Sinatra (1996)
- Tenor Time (1997)
- Flying Colors (1997) z Gonzalo Rubalcaba
- Trio Fascination: Edition One (1998)
- Friendly Fire (1999) z Greg Osby
- 52nd Street Themes (2000)
- Flights of Fancy: Trio Fascination, Volume 2 (2001)
- Viva Caruso (2002)
- On This Day ... at the Vanguard (2003)
- I'm All for You (2004)
- Joyous Encounter (2005)
- Streams of Expression (2006)

### Joe Lovano z Paul Motian i Bill Frisell
- Psalm z Ed Schuller i Billy Drewes (1982)
- The Story of Maryam z Ed Schuller i Jim Pepper (1984)
- Jack of Clubs z Ed Schuller i Jim Pepper (1985)
- It Should've Happened a Long Time Ago (1985) trio
- Misterioso z Ed Schuller i Jim Pepper (1986)
- One Time Out (1987)
- Monk in Motian (1988) trio + goście
- On Broadway Volume 1 (1989)
- Bill Evans (1990)
- On Broadway Volume 2 (1990)
- Motian in Tokyo (1991) trio
- On Broadway Volume 3 (1993)
- Trioism (1993) trio + goście
- Live at the Village Vanguard (1995) trio
- Sound of Love (1995) trio (na żywo)
- I Have the Room Above Her (2004) trio
- Time and Time Again (2006) trio

### We współpracy z innymi artystami
- Unknown Voyage (1985) z Furio Di Castri
- Think Before You Think (1989) z Billem Stewartem, Markiem Cohenem i Dave'em Hollandem
- Snide Remarks (1995) z Billem Stewartem, Eddiem Hendersonem, Billem Carrothersem i Larrym Grenadierem
- Grand Slam (2000) z Jimem Hallem, George'em Mrazem i Lewisem Nashem
- Fourth World (2001) z Jamesem Emerym, Judi Silvano i Drew Gress
- ScoLoHoFo (2003) z Johnem Scofieldem, Dave'em Hollandem i Alem Fosterem
- Gathering of Spirits (2004) z Michaelem Breckerem i Dave'em Liebmanem
- Kids: Live at Dizzy's Club Coca-Cola (2007) z Hankiem Jonesem
- Quartet (2007) z McCoy Tynerem, Christianem McBridem i Jeffem "Tainem" Wattsem
- Silverslide z Danem Silvermanem
- Stolas: Book of Angels Volume 12 (2009) z Masada Quintet
- Arctic Riff(2020) z Marcin Wasilewski Trio